# Interstate 238
Interstate 238 eller I-238 är en väg, Interstate Highway, i San Francisco området. Den är på andra sidan av bukten sett emot vad många menar med San Francisco.